# Szlatina (Makedonszki Brod)
Szlatina (macedónul: Слатина) település Észak-Macedóniában, a Délnyugati körzet Makedonszki Brod-i járásában.

## Népesség
| Lakosok száma | 286  | 271  | 265  | 182  | 130  | 60   | 51   | 30   | 13   |
|               | 1948 | 1953 | 1961 | 1971 | 1981 | 1991 | 1994 | 2002 | 2021 |

2002-ben 30 lakosa volt, akik közül 29 macedón és 1 szerb.